# الپویکا
الپویکا (به اسپانیایی: Alpoyeca) یک منطقهٔ مسکونی در مکزیک است که در گررو واقع شده‌است.